# Biirabo
Biirabo ist ein ländlicher Bezirk (Ward) des Distriktes Muleba in der tansanischen Region Kagera.

## Geografie
Biirabo liegt im Nordwesten von Tansania westlich der Distrikthauptstadt Muleba. Die Fläche des Bezirks beträgt 53,83 Quadratkilometer, bei der Volkszählung 2022 wohnten 18.793 Menschen in 4500 Haushalten.

## Gliederung
Der Bezirk besteht aus fünf Gemeinden (Mtaa) mit 24 Orten (Kitongoji):
| Biirabo - Biirabo - Nyarutenge - Kibare - Kabagunda | . | Kabare - Katikabutare - Rwambalala - Kyansenene - Rwabiko - Katendero | Kihumulo - Ruchumisi - Sisiro - Igabiro farm - Kishoju - Nsetukula - Kyankamba | Kanywangonge - Kanywangonge - Nyamilambe - Kamishenge - Kibera - Lwakaziba | Katobago - Kibirizi - Katoro - Mushumba - Katobago |

## Infrastruktur
- Bildung: Im Bezirk gibt es zwei weiterführende Schulen, eine in Biirabo[6] und eine in Kihumulo.[7]
- Gesundheit: In Kihumulo befindet sich eine staatliche Apotheke, die unter anderem Malaria-Diagnose und -Erstbehandlung und HIV-Pflege und -Behandlung anbietet.[8]